# Корінні народи в Болівії
Корінні жителі Болівії або корінні болівійці — це болівійці, які мають корінне походження. За прогнозами Національного інституту статистики (INE) на 2017 рік  корінне населення країни становило  48%.  Аймара та кечуа є найбільшими етнічними групами. З 36 визнаних народів країни переважно розмовляють мовами кечуа (49,5%) і аймара (40,6%). Корінні народи ідентифікують себе у 16 національностей. Частина населення  (68%) є метисами та мають змішане походження.
Територія Болівії розташована в Андах, сухій саванні Гран-Чако та тропічному лісі Амазонки. 

## Землі

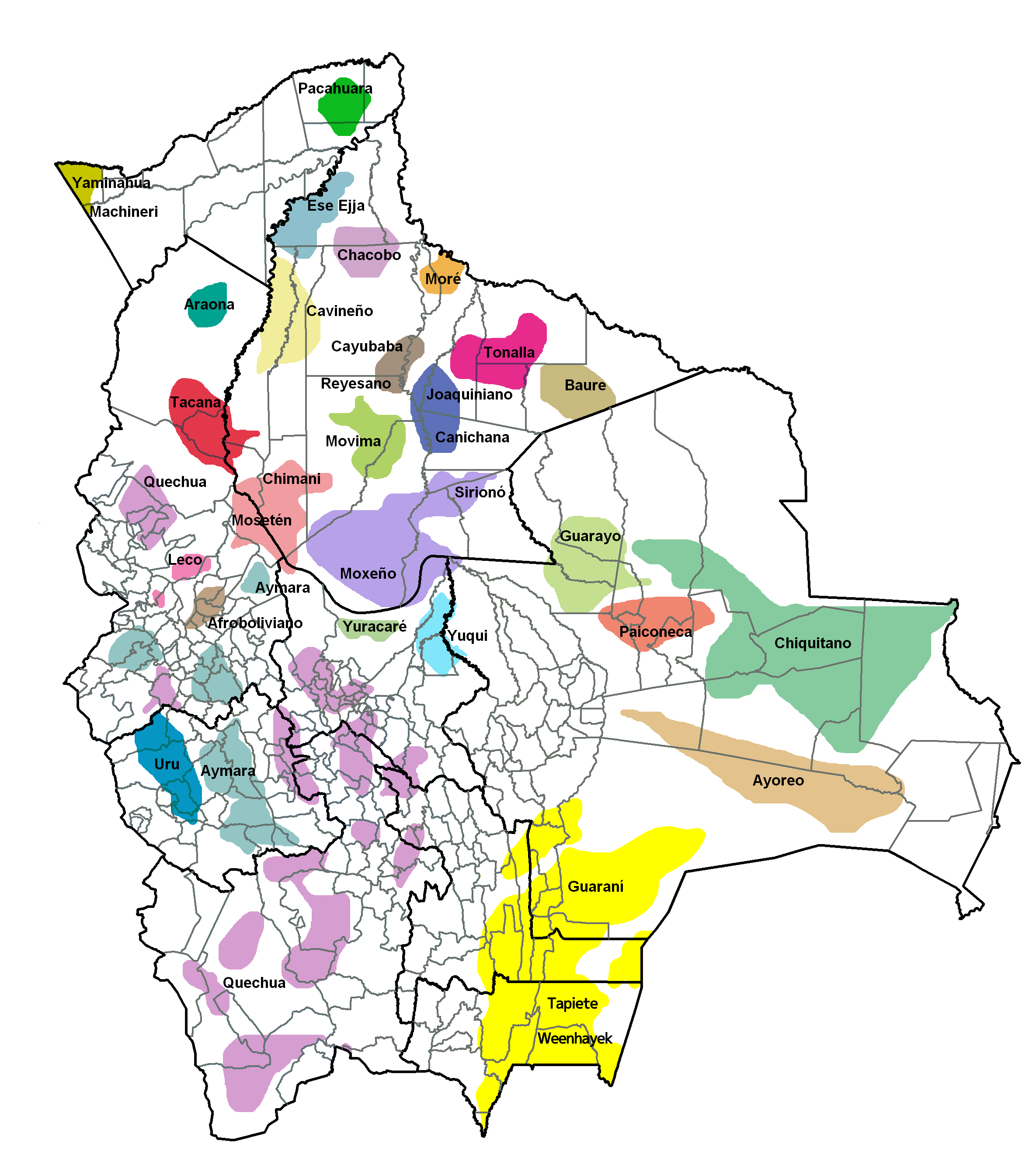
Карта корінних народів Болівії

На сьогоднішній день корінні народи консолідували 23 мільйони гектарів у колективну власність під назвою «Землі корінних громади»  (ісп. Tierras Comunitarias de Origen (TCO)), що становить 21% від загальної площі країни.Землі, якими спільно володіють корінні болівійці включають такі громади, як національний парк Каа-Ія-дель-Гран-Чако та природна територія комплексного управління, національний парк Ісіборо-Секюре та територія корінного населення, біосферний заповідник Пілон-Лахас і комунальні землі та  Землі рідної громади річки Юкі-Ічіло.

## Правове підґрунтя

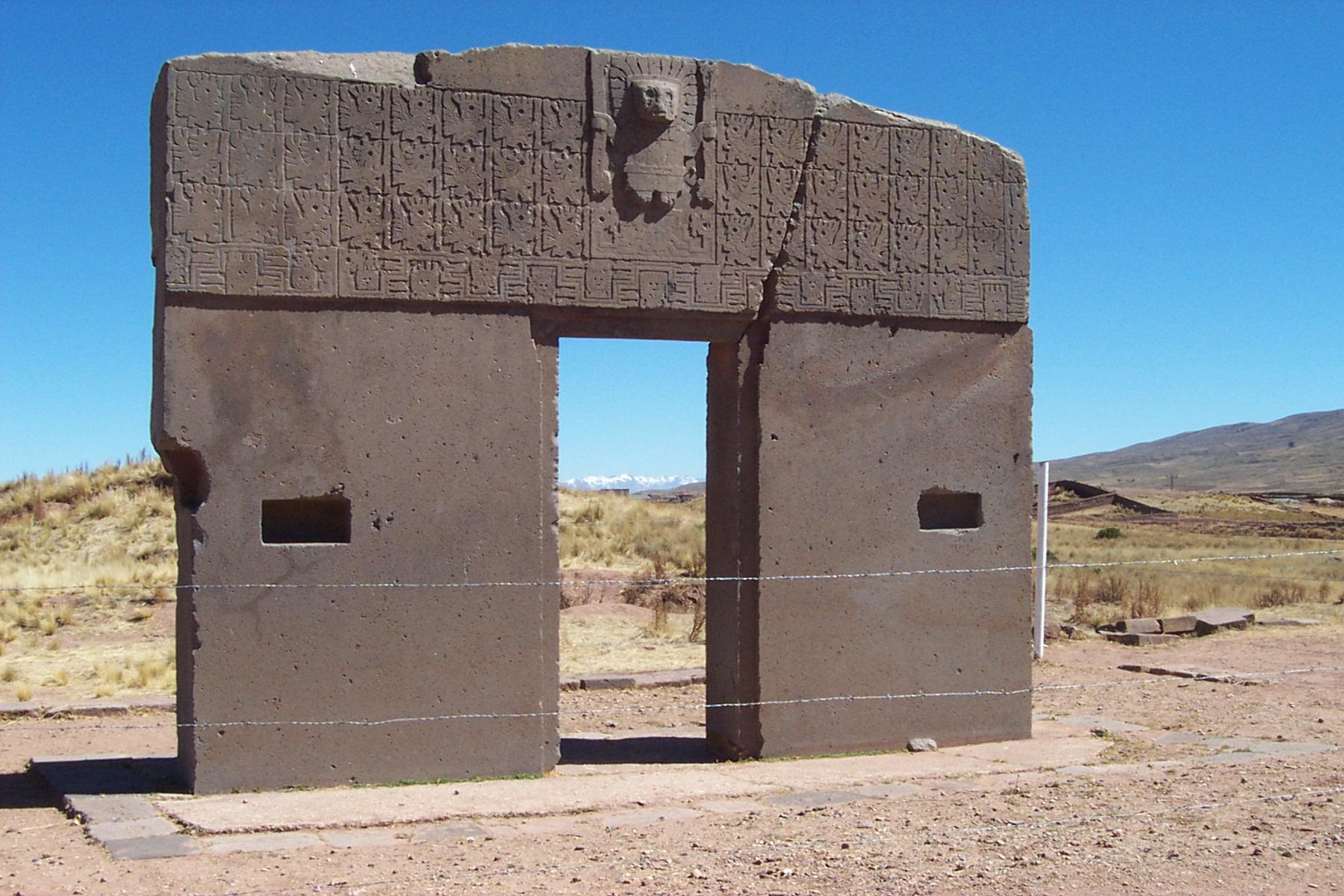
Ворота Сонця в Тіуанако

У 1991 році уряд Болівії підписав Конвенцію 1989 року про корінні та племінні народи, основну обов’язкову міжнародну конвенцію про захист прав корінних народів. У 1993 році Закон про конституційну реформу визнав права корінних народів. 7 листопада 2007 року уряд прийняв Закон № 3760, який схвалив Декларацію ООН про права корінних народів.

## Соціальні протести та політична активність

### Революція: 1952 рік
Історично корінне населення Болівії протягом багатьох років страждало від маргіналізації та відсутності представництва. Однак саме в останні десятиліття XX століття відбувся сплеск політичної та соціальної активності в корінних громадах. Повстання в квітні 1952 року  привело до повалення диктаторського режиму Це звільнило болівійців і дала корінним народам громадянство, але все ще не дало політичного представництва корінним громадам. Саме в 1960-х і 1970-х роках соціальні рухи, такі як рух катаристів, почали включати проблеми корінного населення. Рух катаристів, що складається з громад аймара, Ла-Пасу та Альтіплано, намагався мобілізувати громаду корінного населення та підтримувати політичну ідентичність корінного населення через напрям політики та життя. Хоча рух катаристів не зміг створити національну політичну партію, рух вплинув на багато селянських спілок, таких як Унітарна синдиальна конфедерація селянських робітників Болівії. Катаристський рух 1970-х і 80-х років згас до кінця десятиліття, однак багато тих самих проблем і питань виникли знову в 1990-х.

### Громадський рух: 1990-2000-ті роки
У 1990-х роках спостерігався великий сплеск політичної мобілізації для корінних громад. Президент Санчес де Лосада провів такі реформи, як Закон про конституційну реформу 1993 року, що визначив права корінного населення в болівійській культурі та суспільстві. Однак багато з цих реформ були невдалими, оскільки уряд продовжував ухвалювати деструктивні екологічні та анти тубільні правила та норми. У 1994 році Закон про участь народу децентралізував політичні структури, надавши муніципальним і місцевим органам влади більше політичної автономії. Через два роки Закон про вибори 1996 року значно розширив політичні права корінного населення, оскільки національний конгрес перейшов на гібридну пропорційну систему, збільшивши кількість представників корінного населення.
Екологічна несправедливість стала суперечливою проблемою, оскільки багато корінних громад протестували проти підтримуваної урядом приватизації та викорінення природних ресурсів і ландшафтів. Виробництво листя коки є важливим сектором болівійської економіки та культури, особливо для фермерів та корінних народів. Викорінення виробництва коки, підтримане США та їхньою війною з наркотиками та болівійським урядом, викликало сильні протести корінного населення. Один із головних лідерів руху виробників коки Ево Моралес став гучним противником спроб держави знищити вирощування коки. Напруженість через виробництво листя коки почалася в регіоні Чапаре в 2000 році й перейшла до протестів. У цей час протестувальники організовували блокування доріг і зупинки транспорту на знак протесту проти низьких цін. Виробники листя коки продовжували чинити опір урядовій політиці щодо подальшої девальвації песо та захопили контроль над  Єдиною конфедерацією профспілок селянських трудящих Болівії.  Під керівництвом Ево Моралеса виробники коки змогли сформувати коаліції з іншими соціальними групами та зрештою створити політичну партію «Рух до соціалізму» (MAS).
Так само «Водна війна» 2000 року в місті Кочабамба, привернула увагу до цих протестів. Протести  почалися  через те, що  приватна компанія Bechtel почала підвищувати тарифи на воду після того, як уряд уклав контракт на приватизацію системи водопостачання Кочабамби.  Коли жителі Кочабамби зрозуміли, що вони не можуть дозволити собі платити визначену ціну за цей ресурс, вони почали протестувати. До них приєдналися міські робітники,  селяни та студенти.  Масові протести призвели до введення надзвичайного стану, оскільки сутички з поліцією та протестувальниками стали більш жорстокими. Протести були в основному успішними і призвели до скасування приватизації.
Крім того, у 2003 році, коли залежність економіки Болівії від природних ресурсів зростала, корінне населення Болівії чинило опір у формі «газових війн». Цей конфлікт, кульмінацією якого стали Водні війни, об’єднав фермерів коки, профспілки та громадян, щоб протестувати проти продажу запасів газу Болівії Сполученим Штатам через порти Чилі.  Корінні народи брали участь разом із шахтарями, вчителями та простими громадянами, блокуючи дороги та перешкоджаючи руху. Політика протестів за соціальні та економічні реформи була послідовним методом мобілізації та залучення корінного населення до політичного процесу. Вони досягли успішних результатів і створили платформу для прав корінного населення. Ці рухи протесту незабаром зробили шлях до правових і політичних змін і представництва.

### Марш корінних народів у 2011 році
З 15 серпня 2011 року Субцентр безпечної території та національного парку корінних народів Ісіборо (TIPNIS), Конфедерація корінних народів Болівії (CIDOB) і високогірна конфедерація корінних народів CONAMAQ — за підтримки інших корінних і екологічних груп — організували марш від Тринідаду  до фактичної столиці Ла-Пас, виступаючи проти проекту уряду побудувати 306 км шосе через національний парк на території корінного населення Уряд Ево Моралеса жорстоко придушив великий марш корінного населення проти будівництва дороги. Це призвело до «різанини в Чапаріні». 25 вересня 2011 року національна поліція жорстоко придушила протести маршу корінних народів. Щонайменше 70 протестувальників були поранені під час інтервенції, а четверо високопоставлених урядовців подали у відставку. Цей епізод ознаменував розрив у стосунках між президентом Ево Моралесом і рухом корінного населення.

## Ево Моралес і багатонаціональна держава
Одним із найбільших успіхів для корінної громади Болівії стало обрання Ево Моралеса, колишнього лідера руху виробників коки і першого президента Болівії, представника корінного населення країни. Президент Ево Моралес спробував створити багатонаціональну та постколоніальну державу, щоб розширити колективні права корінного населення. Конституція 2009 року визнала присутність різних громад, які проживають у Болівії, і надала корінним народам право на самоврядування та автономію на територіях своїх предків. Розширюючи Конституцію, Рамковий закон про автономії та децентралізацію 2010 року окреслив правові норми та процедури, яких мають дотримуватися громади корінного населення, щоб отримати автономію. Завдяки цим зусиллям децентралізації Болівія стала першою багатонаціональною державою в Південній Америці. Проте багато корінних громад стверджують, що процес отримання автономії є неефективним і тривалим.  Тим не менш, додавання субавтономій в уряд Болівії зробило крок вперед до включення корінних громад у політичний процес держави.

## Досягнення
У 2015 році болівійці знову увійшли в історію, коли обирали голову Верховного суду. Верховний суд Болівії складається з дев'яти членів і дев'яти альтернативних суддів, кожен з яких представляє дев'ять департаментів Болівії. Судді обираються на всенародних позапартійних виборах строком на шість років. Вперше було вибрано головою  Верховного суду представника корінного населення. Юристка Крістіна Мамані виграла вибори з найбільшою кількістю голосів. Вона народилась у громаді аймара з болівійських нагір’їв.

## Групи

### Доколумбові культури
- Тіуанако, 300–1000 роки нашої ери
- Культура Мольо, 1000–1500 роки нашої ери
- Лупака
- Народ Чарка
- Народ Паягуа
- Уру-Мурато

### Сучасні групи
- Араона
- Аймара, Анди
- Айорео, Гран-Чако
- Бауре, департамент Бені
- Бороро, департамент Санта-Крус
- Каллавая, Анди
- Канічана, низовини
- Кавіньос, північна Болівія
- Каюбаба, департамент Бені
- Чакобо, північно-західний департамент Бені
- Чане, департамент Санта-Крус
- Чіпайя, департамент Оруро
- Чикітано, департамент Санта-Крус
- Есе Еджа, північний захід Болівії
- Гуарані,
- Гуарайо
- Гуато
- Ігнасіано, Бені
- Ітене, Бені
- Ітонама
- Кулла
- Леко, східне озеро Тітікака
- Мачінере, департамент Pando
- Мовіма, Бені
- Моксос, Бені
- Нівакле,   Гран Чако
- Пакауара, Бені
- Паунака, Суфло де Суарес
- Паузерна (Guarayu-Ta, Paucerne, Pauserna-Guarasugwé), Бені
- Кечуа, Болівія
- Рейесано, Бені
- Саравека, Санта-Крус
- Сінабо
- Сіріоно, Бені та Санта-Крус
- Такана, департамент Ла-Пас
- Тапієте, департамент Таріха
- Тоба (Ком), департамент Таріджа
- Торомона, департамент Ла-Пас
- Цімане, Бені
- Уру, департамент Оруро
- Вічі, департамент Таріха
- Ямінава, Департамент Пандо
- Юкі
- Юракаре, Бені та Кочабамба[19]